# Николайчук Ярослав Миколайович
Яросла́в Микола́йович Николайчу́к — вчений-спеціаліст в галузі інформаційних технологій, академік Української академії наук національного прогресу, доктор технічних наук, професор, завідувач кафедри спеціалізованих комп'ютерних систем Західноукраїнського національного університету, директор Карпатського державного центру інформаційних засобів і технологій Технічного центру НАН України, член президії наукового товариства «Вчені Прикарпаття», член Міжнародного товариства ІЕЕЕ. Захистив кандидатську і докторську дисертації в Інституті кібернетики ім. В. М. Глушкова НАН України на теми: «Розробка та дослідження ефективних методів та засобів формування повідомлень для низових мереж АСУ ТП» (1979 р.) і «Розробка теорії та комплексу технічних засобів формування, передавання і обробки цифрових повідомлень в низових обчислювальних мережах автоматизованих систем» (1991 р.).

## Освіта
Спеціаліст (1967 р.), електрифікація та автоматизація видобутку, транспортування та зберігання нафти і газу;
Львівський політехнічний інститут, к.т.н. (1980 р.), елементи та пристрої обчислювальної техніки та систем керування, д.т.н. (1989 р.), елементи та пристрої обчислювальної техніки та систем керування, професор кафедри автоматизованого управління (1993 р.);
Івано-Франківський інститут нафти і газу, директор Карпатського державного центру інформаційних засобів і технологій Національної академії наук України (1994 р.);
Дійсний член Української академії національного прогресу (1995 р.);
Завідувач кафедри спеціалізованих комп'ютерних систем (1999 р.), заступник директора інституту комп'ютерних інформаційних технологій з наукової роботи (2000 р.);
Керівник 15 захищених кандидатських дисертацій, консультант 1 захищеної докторської дисертації, член ІЕЕЕ (2000 р.);
Заступник голови спеціалізованої вченої ради К58.082.02 при ТАНГ (нині ЗУНУ) (2002 р.).

## Монографії
- Коди поля Галуа: теорія та застосування | Коди поля Галуа: теорія та застосування [Текст]: монографія / за ред. Я. М. Николайчука. — Тернопіль: ТзОВ «Тернограф», 2012. ‑ 392 с.
- Теорія моделей руху даних розподілених комп'ютерних систем | Теорія моделей руху даних розподілених комп'ютерних систем [Текст]: монографія / Я. М. Николайчук, І. Р. Пітух, Н. Я. Возна. — Тернопіль: ТНЕУ, 2008.- 216 с.
- Проектування спеціалізованих комп'ютерних систем | Проектування спеціалізованих комп'ютерних систем [Текст]: навч. посіб. /Я. М. Николайчук, Н. Я. Возна, І. Р. Пітух.- Тернопіль: Терно-граф, 2010.- 392 с.
- Теорія джерел інформації | Теорія джерел інформації [Текст]: монографія / Николайчук Я. М. — Тернопіль: ТНЕУ, 2008. — 536с.: іл..

Посилання на монографії http://sksmonograf.blogspot.com/ [Архівовано 5 березня 2016 у Wayback Machine.]

## Статті
- Возна Н. Я. Теорія моделей джерел інформації та формування ідентифіковано-структуризованих даних комп'ютеризованих систем / Н. Я. Возна, Я. М. Николайчук // Искусственный интеллект. — 2009. — № 1. — С. 26-34.
- Касянчук М. П. Теорія алгоритмів перетворень китайської теореми про залишки в матрично-розмежованому базисі Радемахера-Крестенсона / М. М. Касянчук, Я. М. Николайчук, І. З. Якименко // Вісник Національного університету «Львівська політехніка». Сер. Комп'ютерні системи та мережі. — 2010. — № 688. — С. 118—124.
- Касянчук М. Теорія алгоритмів пошуку найбільшого спільного дільника у базисі Крестенсона / М. Касянчук, І. Якименко, Я. Николайчук // Вісник Тернопільського національного технічного університету. — 2011. — № 1. — С. 154—161.
- Николайчук Я. М. Швидкодіючий алгоритм та процесор порівняння чисел у системі залишкових класів базису Крестенсона / Я. М. Николайчук, О. І. Волинський, С. В. Кулина // Искусственный интеллект. — 2008. — № 3. — С. 348—352.
- Николайчук Я. Реалізація багаторівневої рекурентної бази даних в базисі Галуа мережевого маркетингу корпорації «ТЯНЬ ШІ» / Ярослав Николайчук, Володимир Шаряк // Вісник Тернопільського національного економічного університету. — Тернопіль, 2008. — Вип. 4. — С. 134—142.
- Николайчук Я. М. Теоретичні основи мір ентропії та їх застосування в інформаційних технологіях формування та опрацювання сигналів / Я. М. Николайчук, А. Р. Воронич // Оптико-електронні інформаційно-енергетичні технології. — 2010. — № 1. — С. 50-63.
- Николяйчук Я. М. Теорія цифрових перетворень мультибазисного супершвидкодіючого процесора / Я. М. Николайчук // Искусственный интеллект. — 2008. — № 4. — С. 387—394.
- Круцкевич О. Метод та алгоритм множення у двовимірній системі числення матричного Радемахера [Електронний ресурс] / О. Д. Круцкевич, Я. М. Николайчук, Н. Д. Круцкевич, О. М. Заставний.
- Николайчук Я. Теоретичні основи виконання модулярних операцій множення та експоненціювання в теоретикочисловому базисі Крестенсона-Радемахера [Електронний ресурс] / Я. М. Николайчук, М. М. Касянчук, І.З Якименко, Т. М. Долинюк // Інформатика та математичні методи в моделюванні. — 2011. — № 2. — С. 123—130.
- Николайчук Я. Дослідження ефективності формування сигнальних кодів [Електронний ресурс] / Я. М. Николайчук, Т. М. Гринчишин, О. М. Заставний, А. Р. Воронич // Науковий вісник Чернівецького університету. — 2009. — Вип. 479. — С. 114—125.
- Воронич А. Формування та опрацювання ентропійно-маніпульованих сигнальних коректуючих кодів у безпровідних сенсорних мережах / Артур Воронич, Ярослав Николайчук, Володимир Гладюк // Комп'ютинг. — 2012. — Вип. 3, т. 11. — С. 234—241.